# 套裝

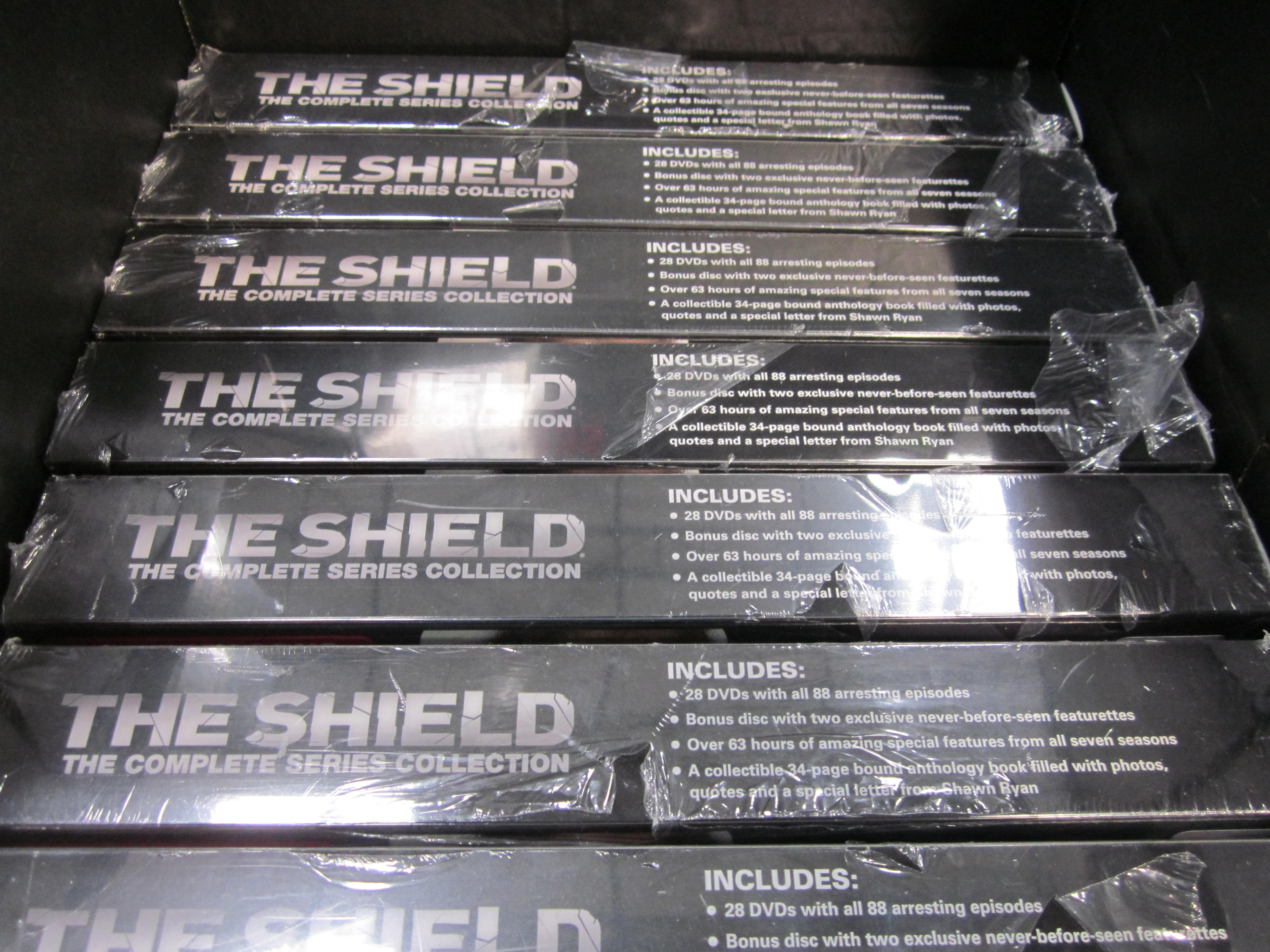
盾牌 的DVD光碟套裝

套裝（英語：或），又稱盒裝，是一種商品型態，普遍指音樂出版品，亦可用於書籍等印刷品。它可能集合了多位音樂家製成合輯，或內含歌曲、電影、電視節目、海報、明信片等多項相關週邊商品。

## 另見
- 套裝軟體
- 套餐